# ترانزاوشن تورز
ترانزاوشن تورز (انگلیسی: Transocean Tours) شرکت گردشگری آلمانی است، که در سال ۱۹۵۴ تأسیس شد.